# Vòng xoay vận mệnh
Vòng xoay vận mệnh (tên tiếng Anh: Lovely Horribly; tiếng Hàn: 러블리 호러블리; Romaja: Reobeulli Horeobeulli) hay còn được biết đến với cái tên Người yêu truyền kiếp là bộ phim truyền hình hài kịch lãng mạn xen lẫn kinh dị của Hàn Quốc được đạo diễn bởi Kang Min-kyung. Với sự tham gia diễn xuất của Park Si-hoo, Song Ji-hyo, Lee Gi-kwang, Hahm Eun-jung và Choi Yeo-jin. Phim được ấn định phát sóng trên đài KBS2 từ ngày 13 tháng 8 đến 2 tháng 10 năm 2018 vào mỗi thứ Hai và thứ Ba lúc 22:00 hàng tuần (theo KST - Múi giờ Hàn Quốc).

## Nội dung
Bộ phim xoay quanh cuộc sống của Yoo Phillip (do Park Si-hoo thủ vai) và Oh Eul-soon (do Song Ji-hyo thủ vai), hai con người bị ràng buộc bởi một sự kiện bí ẩn trong quá khứ. Phillip và Eul-soon là hai người có cuộc sống trái ngược nhau hoàn toàn, nếu như Phillip gặp chuyện may mắn thì Eul-soon sẽ bị xui xẻo và ngược lại. Điều đó dẫn đến việc Yoo Phillip trở thành một nam diễn viên nổi tiếng của Hàn Quốc còn Eul-soon chỉ là một biên kịch nhỏ bé. Định mệnh khiến cả hai một lần nữa gặp nhau và cùng nhau tham gia trong một bộ phim, từ đó những điều kỳ bí dần xuất hiện và những sự thật trong quá khứ cũng dần lộ diện ra. Những điều được viết trong kịch bản của phim của Eul-soon hoàn toàn xảy ra ở hiện tại.

## Diễn viên

### Nhân vật chính
| Diễn viên              | Vai diễn                 | Miêu tả |
| ---------------------- | ------------------------ | --- |
| Park Si-hoo            | Yoo Philip/Yoo Eul-chook | Một diễn viên nổi tiếng Luôn gặp may mắn và thành công trong công việc                                                                                         |
| Kim Tae-yool (lúc nhỏ) | Yoo Philip/Yoo Eul-chook | Một diễn viên nổi tiếng Luôn gặp may mắn và thành công trong công việc                                                                                         |
| Song Ji-hyo            | Oh Eul-soon              | Một biên kịch tài năng Luôn gặp xui xẻo Người có khả năng tiên tri                                                                                             |
| Shin Rin-ah (lúc nhỏ)  | Oh Eul-soon              | Một biên kịch tài năng Luôn gặp xui xẻo Người có khả năng tiên tri                                                                                             |
| Lee Gi-kwang           | Lee Sung-joong           | Một đạo diễn sản xuất phim trẻ Người có khả năng nhìn thấy hồn ma Thích thầm Oh Eul-soon                                                                       |
| Ham Eun-jung           | Shin Yoon-ah             | Một nữ diễn viên nổi tiếng Bạn gái của Yoo Phillip |
| Choi Yeo-jin           | Ki Eun-young             | Một biên kịch nổi tiếng Bạn thân của Oh Eul-soon nhưng đã đánh cắp của Eul-soon Luôn ganh ghét Eul-soon vì cảm thấy Eul-soon có khả năng viết lách giỏi hơn cô |

### Nhân vật phụ

#### Những người xung quanh Phillip
| Diễn viên      | Vai diễn      | Miêu tả                                      |
| -------------- | ------------- | -------------------------------------------- |
| Jang Hyuk-jin  | Kang Tae-sik  | Giám đốc quản lý của Yoo Phillip             |
| An Doo-ho      | Kim Young-man | Trợ lý của Yoo Phillip                       |
| Hwang Sun-hee  | Kim Ra-yun    | Bạn gái cũ kiêm vợ chưa cưới của Yoo Phillip |
| Jang Young-nam | Kim Ok-hee    | Mẹ của Yoo Phillip                           |
| Sung Doo-sub   | Seo Min-joon  |                                              |
| Jung Soon-won  | Choong Yeol   |                                              |
| Lee Kyu-bok    | Ki-soon       |                                              |
| Ji Seung-hyun  | Sa Dong-cheol | Đối thủ của Yoo Phillip                      |

#### Những người xung quanh Eul-soon
| Diễn viên    | Vai diễn           | Miêu tả                         |
| ------------ | ------------------ | ------------------------------- |
| Moo Soo-bin  | Park Soo-min       | Bạn kiêm trợ lý của Oh Eul-soon |
| Jeon Bae-su  | Ba của Oh Eul-soon |                                 |
| Jung Jae-eun | Mẹ của Oh Eul-soon |                                 |

#### Khác
| Diễn viên       | Vai diễn      | Miêu tả |
| --------------- | ------------- | ------- |
| Kim Young-woong | Thanh tra Lee |         |
| Ryu Tae-ho      | Giám đốc Jo   |         |
| Kim Eung-soo    | Thầy bói      |         |
| Kim Ji-eun      | Lee Soo-jeong |         |
| Song Young-hak  |               |         |
| Kang Suk-won    |               |         |
| Ji Soo          |               |         |
| Choi Hee-jin    |               |         |

### Khách mời đặc biệt
| Diễn viên      | Vai diễn                 | Miêu tả               |
| -------------- | ------------------------ | --------------------- |
| Ha Dong-hoon   | Bạn trai cũ của Eul-soon | Xuất hiện trong tập 1 |
| Hong Seok-cheo | Kang Hyun-Seok           |                       |
| Goo Jae-yee    | Con ma giả               |                       |

## Sản xuất
Buổi đọc kịch bản đầu tiên của phim được tổ chức vào ngày 2 tháng 6 năm 2018 tại Đài truyền hình KBS Annex ở Yeouido, Seoul.

## Nhạc phim

### Phần 1
| Phát hành vào ngày 20 tháng 8 năm 2018 | Phát hành vào ngày 20 tháng 8 năm 2018 | Phát hành vào ngày 20 tháng 8 năm 2018 | Phát hành vào ngày 20 tháng 8 năm 2018 | Phát hành vào ngày 20 tháng 8 năm 2018 | Phát hành vào ngày 20 tháng 8 năm 2018 |
| STT                                    | Nhan đề                                | Phổ lời                                | Phổ nhạc                               | Trình bày bởi                          | Thời lượng                             |
| -------------------------------------- | -------------------------------------- | -------------------------------------- | -------------------------------------- | -------------------------------------- | -------------------------------------- |
| 1.                                     | "Who"                                  | Kim Jin-ah                             | The Forest                             | Seunghee (Oh My Girl)                  | 03:59                                  |
| 2.                                     | "Who" (Inst.)                          |                                        | The Forest                             |                                        | 03:59                                  |
| Tổng thời lượng:                       | Tổng thời lượng:                       | Tổng thời lượng:                       | Tổng thời lượng:                       | Tổng thời lượng:                       | 07:58                                  |

### Phần 2
| Phát hành vào ngày 28 tháng 8 năm 2018 | Phát hành vào ngày 28 tháng 8 năm 2018 | Phát hành vào ngày 28 tháng 8 năm 2018 | Phát hành vào ngày 28 tháng 8 năm 2018 | Phát hành vào ngày 28 tháng 8 năm 2018 | Phát hành vào ngày 28 tháng 8 năm 2018 |
| STT                                    | Nhan đề                                | Phổ lời                                | Phổ nhạc                               | Trình bày bởi                          | Thời lượng                             |
| -------------------------------------- | -------------------------------------- | -------------------------------------- | -------------------------------------- | -------------------------------------- | -------------------------------------- |
| 1.                                     | "Here I Am"                            | Kim Yoo-kyung                          | The Forest                             | Sandeul (B1A4)                         | 04:10                                  |
| 2.                                     | "Here I Am" (Inst.)                    |                                        | The Forest                             |                                        | 04:10                                  |
| Tổng thời lượng:                       | Tổng thời lượng:                       | Tổng thời lượng:                       | Tổng thời lượng:                       | Tổng thời lượng:                       | 08:20                                  |

### Phần 3
| Phát hành vào ngày 4 tháng 9 năm 2018 | Phát hành vào ngày 4 tháng 9 năm 2018 | Phát hành vào ngày 4 tháng 9 năm 2018 | Phát hành vào ngày 4 tháng 9 năm 2018 | Phát hành vào ngày 4 tháng 9 năm 2018 | Phát hành vào ngày 4 tháng 9 năm 2018 |
| STT                                   | Nhan đề                               | Phổ lời                               | Phổ nhạc                              | Trình bày bởi                         | Thời lượng                            |
| ------------------------------------- | ------------------------------------- | ------------------------------------- | ------------------------------------- | ------------------------------------- | ------------------------------------- |
| 1.                                    | "Love One"                            | June                                  | The Forest                            | Bumkey                                | 04:00                                 |
| 2.                                    | "Love One" (Inst.)                    |                                       | The Forest                            |                                       | 04:00                                 |
| Tổng thời lượng:                      | Tổng thời lượng:                      | Tổng thời lượng:                      | Tổng thời lượng:                      | Tổng thời lượng:                      | 08:00                                 |

### Phần 4
| Phát hành vào ngày 11 tháng 9 năm 2018 | Phát hành vào ngày 11 tháng 9 năm 2018 | Phát hành vào ngày 11 tháng 9 năm 2018 | Phát hành vào ngày 11 tháng 9 năm 2018 | Phát hành vào ngày 11 tháng 9 năm 2018 | Phát hành vào ngày 11 tháng 9 năm 2018 |
| STT                                    | Nhan đề                                | Phổ lời                                | Phổ nhạc                               | Trình bày bởi                          | Thời lượng                             |
| -------------------------------------- | -------------------------------------- | -------------------------------------- | -------------------------------------- | -------------------------------------- | -------------------------------------- |
| 1.                                     | "So In Love"                           | Kim Yoo-kyung                          | The Forest                             | Eunha (GFriend)                        | 04:02                                  |
| 2.                                     | "So In Love" (Inst.)                   |                                        | The Forest                             |                                        | 04:02                                  |
| Tổng thời lượng:                       | Tổng thời lượng:                       | Tổng thời lượng:                       | Tổng thời lượng:                       | Tổng thời lượng:                       | 08:04                                  |

### Phần 5
| Phát hành vào ngày 17 tháng 9 năm 2018 | Phát hành vào ngày 17 tháng 9 năm 2018 | Phát hành vào ngày 17 tháng 9 năm 2018 | Phát hành vào ngày 17 tháng 9 năm 2018 | Phát hành vào ngày 17 tháng 9 năm 2018 | Phát hành vào ngày 17 tháng 9 năm 2018 |
| STT                                    | Nhan đề                                | Phổ lời                                | Phổ nhạc                               | Trình bày bởi                          | Thời lượng                             |
| -------------------------------------- | -------------------------------------- | -------------------------------------- | -------------------------------------- | -------------------------------------- | -------------------------------------- |
| 1.                                     | "In Your Light"                        | Kim Yoo-kyung                          | The Forest                             | Lee Chang-sub (BtoB)                   | 04:11                                  |
| 2.                                     | "In Your Light" (Inst.)                |                                        | The Forest                             |                                        | 04:11                                  |
| Tổng thời lượng:                       | Tổng thời lượng:                       | Tổng thời lượng:                       | Tổng thời lượng:                       | Tổng thời lượng:                       | 08:22                                  |

### Phần 6
| Phát hành vào ngày 25 tháng 9 năm 2018 | Phát hành vào ngày 25 tháng 9 năm 2018 | Phát hành vào ngày 25 tháng 9 năm 2018 | Phát hành vào ngày 25 tháng 9 năm 2018 | Phát hành vào ngày 25 tháng 9 năm 2018 | Phát hành vào ngày 25 tháng 9 năm 2018 |
| STT                                    | Nhan đề                                | Phổ lời                                | Phổ nhạc                               | Trình bày bởi                          | Thời lượng                             |
| -------------------------------------- | -------------------------------------- | -------------------------------------- | -------------------------------------- | -------------------------------------- | -------------------------------------- |
| 1.                                     | "My All"                               | Kim Yoo-kyung                          | The Forest                             | Eun Ga-eun                             | 04:23                                  |
| 2.                                     | "My All" (Inst.)                       |                                        | The Forest                             |                                        | 04:23                                  |
| Tổng thời lượng:                       | Tổng thời lượng:                       | Tổng thời lượng:                       | Tổng thời lượng:                       | Tổng thời lượng:                       | 08:46                                  |

## Xếp hạng
- Trong bảng thống kê bên dưới, số màu xanh nghĩa là tỷ lệ xếp hạng thấp nhất, số màu đỏ nghĩa là tỷ lệ xếp hạng cao nhất và số màu lục nghĩa là tỷ lệ xếp hạng trung bình tổng.
- NR (No rank - không được xếp hạng) biểu thị rằng bộ phim đã không được xếp hạng trong top 20 chương trình hàng ngày hàng đầu vào ngày đó.

| Tập phim        | Ngày phát sóng   | Tỷ lệ khán giả trung bình |
| Tập phim        | Ngày phát sóng   | AGB Nielsen               |
| Tập phim        | Ngày phát sóng   | Toàn quốc                 |
| --------------- | ---------------- | ------------------------- |
| 1               | 13 tháng 8, 2018 | 4.8% (NR)                 |
| 2               | 13 tháng 8, 2018 | 5.0% (NR)                 |
| 3               | 14 tháng 8, 2018 | 3.9% (NR)                 |
| 4               | 14 tháng 8, 2018 | 4.5% (NR)                 |
| 5               | 20 tháng 8, 2018 | 4.9% (NR)                 |
| 6               | 20 tháng 8, 2018 | 5.3% (hạng 18)            |
| 7               | 21 tháng 8, 2018 | 3.7% (NR)                 |
| 8               | 21 tháng 8, 2018 | 4.6% (NR)                 |
| 9               | 27 tháng 8, 2018 | 5.4% (NR)                 |
| 10              | 27 tháng 8, 2018 | 6.2% (hạng 17)            |
| 11              | 28 tháng 8, 2018 | 4.0% (NR)                 |
| 12              | 28 tháng 8, 2018 | 4.4% (NR)                 |
| 13              | 3 tháng 9, 2018  | 4.2% (NR)                 |
| 14              | 3 tháng 9, 2018  | 4.2% (NR)                 |
| 15              | 4 tháng 9, 2018  | 3.9% (NR)                 |
| 16              | 4 tháng 9, 2018  | 4.3% (NR)                 |
| 17              | 10 tháng 9, 2018 | 3.4% (NR)                 |
| 18              | 10 tháng 9, 2018 | 3.7% (NR)                 |
| 19              | 11 tháng 9, 2018 | 4.4% (NR)                 |
| 20              | 11 tháng 9, 2018 | 4.4% (NR)                 |
| 21              | 17 tháng 9, 2018 | 2.4% (NR)                 |
| 22              | 17 tháng 9, 2018 | 2.7% (NR)                 |
| 23              | 18 tháng 9, 2018 | 2.6% (NR)                 |
| 24              | 18 tháng 9, 2018 | 2.9% (NR)                 |
| 25              | 24 tháng 9, 2018 | 1.0% (NR)                 |
| 26              | 24 tháng 9, 2018 | 2.2% (NR)                 |
| 27              | 25 tháng 9, 2018 | 2.0% (NR)                 |
| 28              | 25 tháng 9, 2018 | 3.2% (NR)                 |
| 29              | 1 tháng 10, 2018 | 2.7% (NR)                 |
| 30              | 1 tháng 10, 2018 | 2.8% (NR)                 |
| 31              | 2 tháng 10, 2018 | 2.9% (NR)                 |
| 32              | 2 tháng 10, 2018 | 3.3% (NR)                 |
| Điểm trung bình | Điểm trung bình  | 3.3%                      |

## Giải thưởng và đề cử
| Lễ trao giải            | Hạng mục                                           | Người đề cử  | Kết quả |
| ----------------------- | -------------------------------------------------- | ------------ | ------- |
| Giải KBS Drama năm 2018 | Nam diễn viên xuất sắc nhất trong phim truyền hình | Park Si-hoo  | Đề cử   |
| Giải KBS Drama năm 2018 | Nữ diễn viên xuất sắc nhất trong phim truyền hình  | Song Ji-hyo  | Đề cử   |
| Giải KBS Drama năm 2018 | Nam diễn viên mới xuất sắc nhất                    | Lee Gi-kwang | Đề cử   |
| Giải KBS Drama năm 2018 | Nam diễn viên trẻ xuất sắc nhất                    | Kim Tae-yool | Đề cử   |
| Giải KBS Drama năm 2018 | Nữ diễn viên trẻ xuất sắc nhất                     | Shin Rin-ah  | Đề cử   |

## Truyền thông quốc tế
- Phim được phát sóng tại Nhật Bản trên đài KNTV vào tháng 1 năm 2019.
- Phim cũng được phát hành trên các nền tảng trực tuyến như Viu, Netflix,...